# برونو (مینه‌سوتا)
برونو، مینه‌سوتا (به انگلیسی: Bruno, Minnesota) یک شهر در ایالات متحده آمریکا است که در مینه‌سوتا واقع شده‌است.

## خصوصیات
برونو ۲٫۵۹ کیلومترمربع مساحت و ۱۰۲ نفر جمعیت دارد و ۳۵۱ متر بالاتر از سطح دریا واقع شده‌است.